# Villa Buth

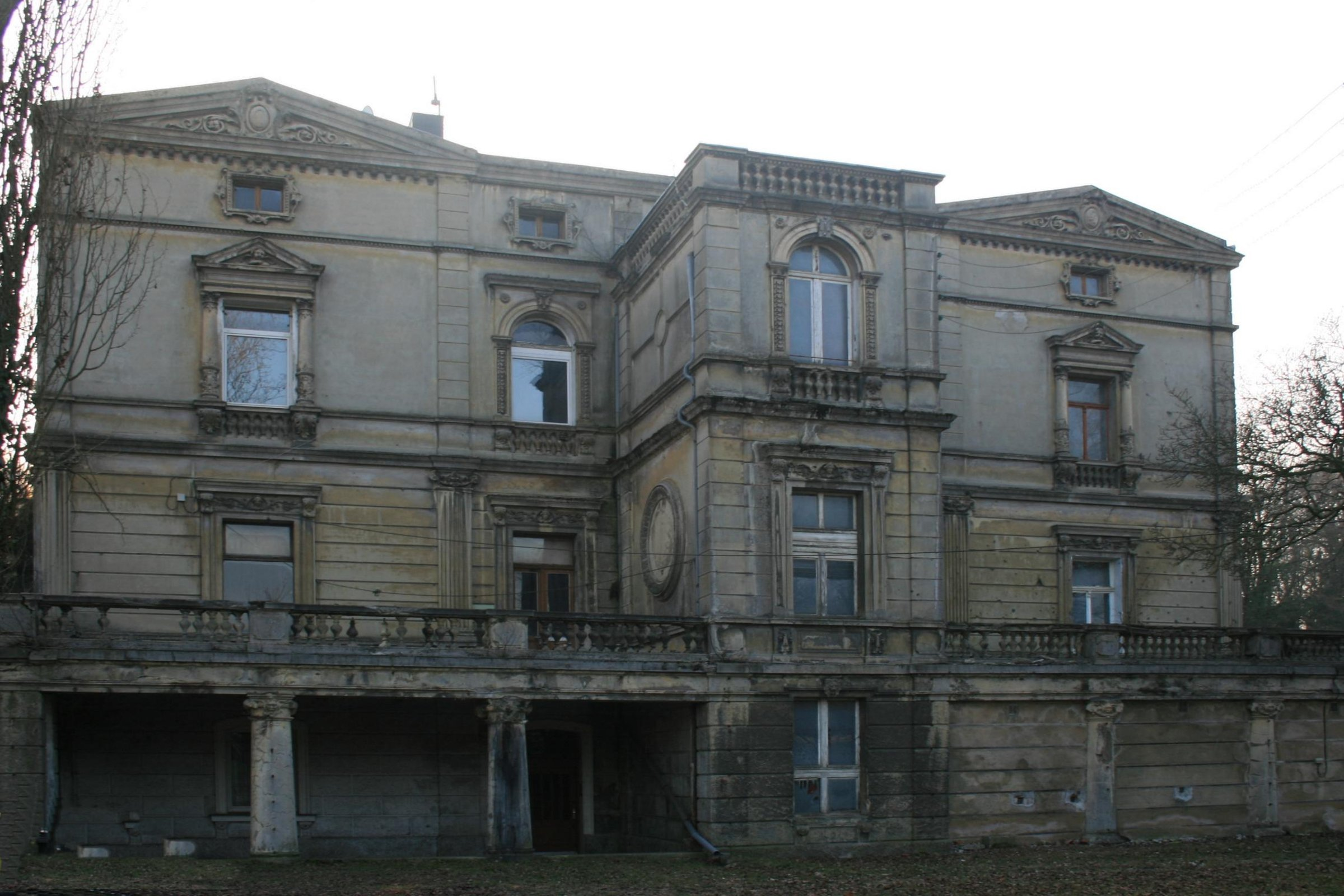
Villa Buth (2010)

Die Villa Buth ist eine denkmalgeschützte, vermutlich 1893 im Neorenaissance-Stil erbaute Fabrikantenvilla in Kirchberg bei Jülich. Sie liegt in der Wymarstraße Nr. 8. Während der NS-Zeit wurden in ihr Juden vor ihrem Transport nach Theresienstadt und andere KZs interniert und festgehalten. Heute steht die Villa leer, die Zukunft ist ungeklärt. Eine Bürgerinitiative fordert eine Instandsetzung.

## Geschichte
Die Villa Buth wurde vermutlich 1893 durch den Papierfabrikanten Carl Eichhorn erbaut, der sie seiner Tochter Clara widmete, welche in das Anwesen mit ihrem Mann und Namensgeber der Villa, Emil Buth zog. Dieser war preußischer Kavallerie-Offizier gewesen, bevor er Teilhaber der Papierfabrik wurde. Nach dem Tod von Clara Eichhorn (1896) bewohnte Emil Buth das Gebäude zunächst mit seiner Tochter, er heiratete am 30. März 1901 in Bonn Theresa Osterhaus, die Tochter des Deutsch-Amerikaners Peter Joseph Osterhaus, einem ehemaligen Generalmajor der US-Armee. Nach dem Tod von Emil Buth 1925 wohnte seine Witwe dort vermutlich bis 1935.
In der Nazi-Zeit wurde die Villa 1941/1942 als sogenanntes Judenhaus genutzt. Dort wurden zunächst Juden aus dem Kreis Jülich interniert. Später kamen Juden aus den Kreisen Düren und Erkelenz hinzu: so aus den „Judenhäusern“ Gerstenmühle in Düren und Spießhof in Hetzerath bei Erkelenz. Das NS-Regime hatte ihnen ihre Wohnungen entzogen und so wurden sie in dem Ghettohaus bis zu ihrer Deportation in ein Arbeits- oder Vernichtungslager festgehalten. Die Bewohner hatten starke Ausgehbeschränkungen, die Männer mussten vermutlich in der Gemeinde Walheim bei Kornelimünster im Straßenbau an der heutigen B 258 arbeiten. In Walheim existierte von März/April bis November 1941 ein Arbeitslager für Juden. Die Insassen mussten aber auch in Jülich, in Alsdorf und am Westwall Zwangsarbeiten verrichten. Einige Männer wurden auch nach Stolberg in das
Arbeitslager Rhenaniastraße überführt.
Mit dem 24. März 1941, an dem alle Juden per Entscheidung des Landrates spätestens einziehen mussten, befanden sich 96 Menschen in der Villa. 127 der internierten Personen sind namentlich bekannt. In der Literatur werden weitere 20 Personen genannt, die aber tatsächlich nicht dort festgehalten worden sind.
Am 25. Juli 1942 wurden die letzten Bewohner Richtung Osten deportiert.

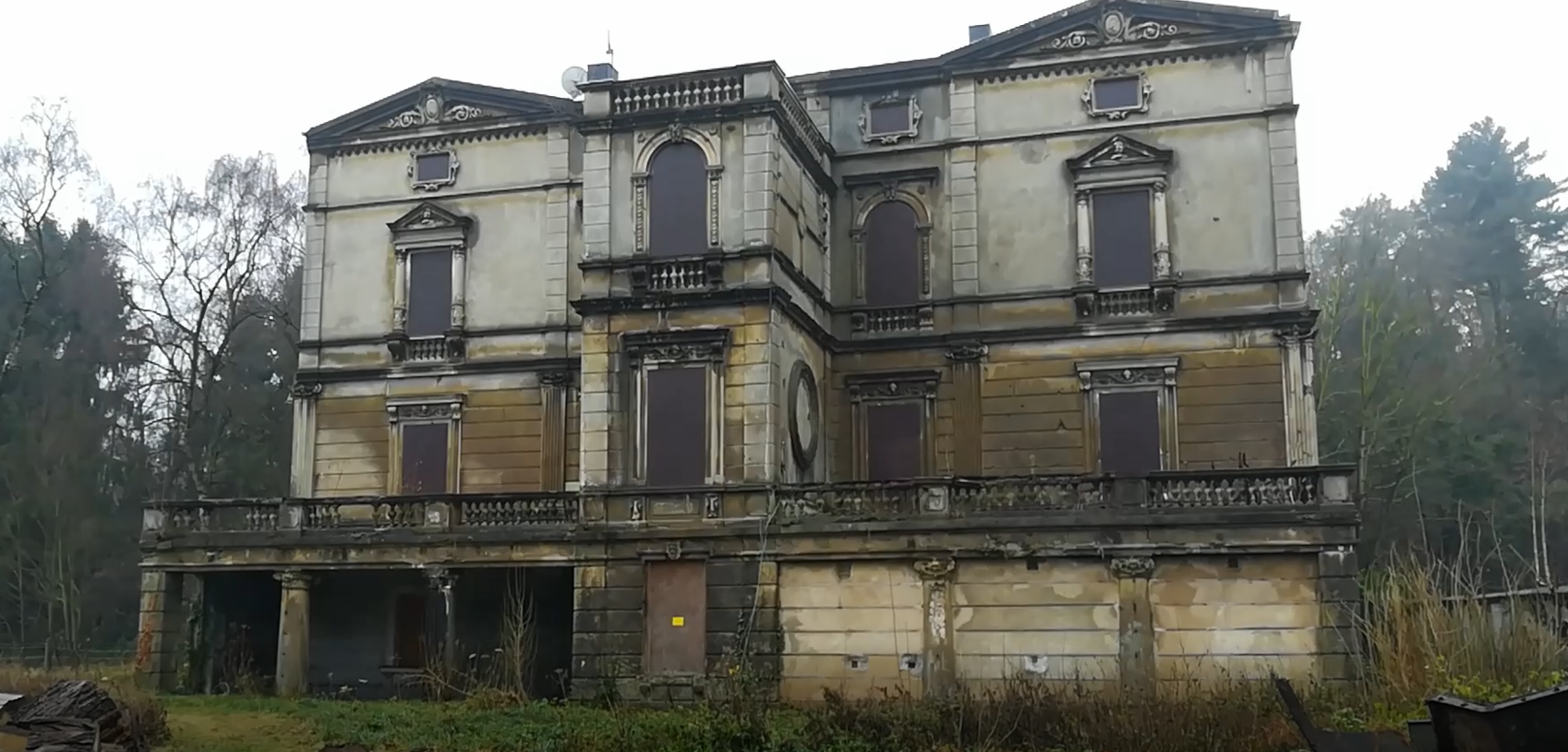
Leerstehende Villa Buth (2018)

Nach dem Krieg wurde die Villa zur Unterbringung von Gastarbeitern genutzt. Seit deren Auszug steht die Villa leer.

## Architektur
Das Gebäude ist unter Nr. 57 in die Liste der Baudenkmäler in Jülich eingetragen. Der Straße zugewandt ist die Rückseite des Hauses, diese Seite weist einen Risalit auf, der als inneres Treppenhaus dient. Die Vorderseite hingegen ist der Straße abgewandt. Hier führt eine breite Freitreppe zum ersten Obergeschoss. Das Gebäude weist vier Etagen auf, wobei zwei Etagen, die unterste sowie die oberste, weniger ausgebaut sind. In diesen sollten vermutlich hauswirtschaftliche Tätigkeiten ausgeübt werden, während die anderen beiden Etagen als Wohnraum dienten. Gegenüber liegt ein großer Garten, dem sich ein großer Park mit einem alten Baumbestand anschließt. Der Park hat mehrere Terrassen und ist mit einigen architektonischen Elementen gestaltet; einem Gewächshaus, einem Turm aus Glasschlacke, einen Musiktempel, einem Springbrunnen, einer dreistöckigen Grotte sowie einem kleinen Friedhof mit Gräbern der Familie Eichhorn. Begrenzt wird der Park durch den Mühlenteich Der Park steht ebenfalls unter Denkmalschutz.
Villa und Park befinden sich im Zustand des Verfalls.

## Aufarbeitung
Ein Oberstufenkurs des Heilig-Geist-Gymnasiums Würselen hat 2018 detailliert die Historie aufgearbeitet, um die Geschichte, welche in der Öffentlichkeit noch meist unbekannt ist, zugänglich zu machen und auf diese aufmerksam zu machen. Es handelte sich um eine Projektarbeit innerhalb des Schulprogramms der Deutschen Stiftung Denkmalschutz. Die Schüler erstellten eine umfangreiche Dokumentation (315 Seiten), ein 3D-Druck-Modell und einen 41-minütigen Dokumentarfilm.